# Gianni Gambi
Gianni Gambi (Ancona, 1955 – 1991) è stato un pianista e clavicembalista italiano.
Notevole pianista e clavicembalista del XX secolo, effettua ricerche filologiche nel campo delle tastiere antiche: clavicembalo, clavicordo e fortepiano. Allievo della didatta e pianista De Sabata, fu a sua volta insegnante di pianoforte al conservatorio Gioachino Rossini di Pesaro fino al 1991, anno in cui scomparve per una grave malattia. Aveva ideato e diretto nel 1986 la Settimana internazionale del Fortepiano al Teatro Sperimentale di Ancona. 
Per il ricordo di Giambi, viene indetto un prestigioso Concorso di Clavicembalo dedicato agli studenti dei conservatori italiani, a lui intitolato ogni anno a maggio a cura del Conservatorio di Pesaro. Dal 2010 il concorso è divenuto biennale e si è aperto agli studenti della Comunità Europea e il periodo di realizzazione si è spostato da maggio a marzo.